# Luo Zilin
Luo Zilin (罗紫琳) (Shanghai, 6 giugno 1987) è una modella cinese, eletta Miss Universo Cina 2011 il 10 luglio 2011 presso la Mastercard Arena di Pechino.
La modella cinese ha gareggiato in rappresentanza della provincia di Shanghai, e si è classificata davanti a Li Han Zi e Zhang Ya Mei, rispettivamente seconda e terza classificata. Alla fine dell'evento è stata incoronata da Yue Sai Kan, organizzatrice di Miss Universo Cina sin dalla sua istituzione nel 2001.
Luo Zilin aveva già in precedenza lavorato come modella professionista con il nome d'arte di Roseline, ed aveva anche collezionato alcune esperienze televisive. In quanto vincitrice del titolo di bellezza nazionale, Luo Zilin ha rappresentato la Cina in occasione di Miss Universo 2011, che si è tenuto a San Paolo, in Brasile, il 12 settembre 2011, e dove la modella si è aggiudicata la quinta posizione.